# Josef Kolský
Josef Kolský (* 7. März 1887 in Ruda u Nového Strašecí, Österreich-Ungarn; † 27. Juni 1973 in Prag) war ein tschechoslowakischer Gewerkschafter und Politiker.

## Leben
Der Metallarbeiter Kolský trat 1906 der Sozialdemokratischen Partei bei, 1921 gehörte er zu den Gründungsmitgliedern der Kommunistischen Partei der Tschechoslowakei (KPTsch). Von 1929 bis 1932 war er Sekretär des Zentralausschusses der Gewerkschaft der Metallarbeiter (tschechisch Svaz dělnictva kovoprůmyslu), von 1932 bis 1936 Vertreter der tschechoslowakischen Roten Gewerkschaften (tschechisch Rudé odbory) beim Exekutivkomitee der Roten Gewerkschaftsinternationale in Moskau. Von 1936 bis 1938 war er Mitglied des Sekretariats der regionalen KPTsch-Leitung Prag. Im September 1938 emigrierte Kolský in die Sowjetunion und arbeitete für die KPTsch in Zentralasien.
Nach 1945 war er stellvertretender Generalsekretär, später Organisationssekretär des Zentralrates der Gewerkschaften (tschechisch Ústřední rady odborů). Von 1949 bis 1954 war Kolský Mitglied des ZK der KPTsch, zudem von Januar bis Mai 1949 Mitglied des Sekretariats des ZK und von Mai 1949 bis Januar 1951 Mitglied im Organisationssekretariat des ZK. Von 1954 bis 1964 war er Mitglied der Zentralen Revisionskommission der KPTsch. Von 1955 bis 1963 war er zudem Vorsitzender der Zentralen Revisionskommission der Revolutionären Gewerkschaftsbewegung (tschechisch Revoluční odborové hnutí, ROH).

## Schriften
- Pod revolučním praporem. Vzpomínky na činnost v odborech. (Unter dem Banner der Revolution. Erinnerungen an die Gewerkschaftsarbeit). Práce, Prag 1963.

## Auszeichnungen
1955 und 1967 wurde Kolský mit dem Orden der Republik (tschechisch Řád republiky) und 1973 mit dem Orden des Siegreichen Februar (tschechisch Řád Vítězného února) ausgezeichnet.